# Jean-François Sauvé
Pour les articles homonymes, voir Sauvé.
Jean-Francois Sauvé (né le 23 janvier 1960 à Sainte-Geneviève, Québec, Canada) est un joueur professionnel de hockey sur glace. 

## Carrière

### Carrière en club
Il commence sa carrière en LHJMQ en jouant trois saisons pour l'équipe Draveurs de Trois-Rivières, avant d'être repêché dans la LNH par les Sabres de Buffalo. Les trois saisons suivantes, il alterne les matchs entre les Sabres et leur club école en LAH, les Americans de Rochester. 
En 1983, il rejoint les Nordiques de Québec. Après une première saison en alternance LNH/LAH avec les Express de Fredericton, il joue 2 saisons complètes en Ligue Nationale.
Pour la saison 1986-1987, il tente sa chance en Europe, en Suisse, au club du HC Fribourg-Gottéron (LNA). Il remportera le titre de meilleur marqueur en 1987. Après un court retour en AHL, aux Red Wings de l'Adirondack, il arrive en France en 1989 à l'Association des sports de glace de Tours (Nationale 1A) et décroche un titre de meilleur marqueur.

### Honneurs reçus
- Meilleur marqueur de LNA : 1987
- Trophée Charles-Ramsay : 1990

## Parenté dans le sport
Il est le frère du joueur de hockey professionnel, Robert Sauvé et le père de Maxime Sauvé. Il est l'oncle du fils de robert, Philippe Sauvé.

## Statistiques
Pour les significations des abréviations, voir Statistiques du hockey sur glace.

### Statistiques en club
| Saison        | Équipe                     | Ligue           |     | Saison régulière | Saison régulière | Saison régulière | Saison régulière | Saison régulière |    | Séries éliminatoires | Séries éliminatoires | Séries éliminatoires | Séries éliminatoires | Séries éliminatoires |
| Saison        | Équipe                     | Ligue           | PJ  | B                | A                | Pts              | Pun              | PJ               | B  | A                    | Pts                  | Pun                  |                      |                      |
| 1977-1978     | Draveurs de Trois-Rivières | LHJMQ           | 6   | 2                | 3                | 5                | 0                |                  |    |                      |                      |                      |                      |                      |
| 1978-1979     | Draveurs de Trois-Rivières | LHJMQ           | 72  | 65               | 111              | 176              | 31               |                  |    |                      |                      |                      |                      |                      |
| 1979-1980     | Draveurs de Trois-Rivières | LHJMQ           | 73  | 63               | 124              | 187              | 31               |                  |    |                      |                      |                      |                      |                      |
| 1979-1980     | Americans de Rochester     | LAH             | 3   | 1                | 1                | 2                | 0                | 4                | 1  | 2                    | 3                    | 2                    |                      |                      |
| 1980-1981     | Sabres de Buffalo          | LNH             | 20  | 5                | 9                | 14               | 12               | 5                | 2  | 0                    | 2                    | 0                    |                      |                      |
| 1980-1981     | Americans de Rochester     | LAH             | 56  | 29               | 54               | 83               | 21               |                  |    |                      |                      |                      |                      |                      |
| 1981-1982     | Sabres de Buffalo          | LNH             | 69  | 19               | 36               | 55               | 49               | 2                | 0  | 2                    | 2                    | 0                    |                      |                      |
| 1981-1982     | Americans de Rochester     | LAH             | 7   | 5                | 8                | 13               | 4                |                  |    |                      |                      |                      |                      |                      |
| 1982-1983     | Sabres de Buffalo          | LNH             | 9   | 0                | 4                | 4                | 9                |                  |    |                      |                      |                      |                      |                      |
| 1982-1983     | Americans de Rochester     | LAH             | 73  | 30               | 69               | 99               | 10               | 16               | 7  | 21                   | 28                   | 2                    |                      |                      |
| 1983-1984     | Nordiques de Québec        | LNH             | 39  | 10               | 17               | 27               | 2                | 9                | 2  | 5                    | 7                    | 2                    |                      |                      |
| 1983-1984     | Express de Fredericton     | LAH             | 26  | 19               | 31               | 50               | 23               |                  |    |                      |                      |                      |                      |                      |
| 1984-1985     | Nordiques de Québec        | LNH             | 64  | 13               | 29               | 42               | 21               | 18               | 5  | 5                    | 10                   | 8                    |                      |                      |
| 1985-1986     | Nordiques de Québec        | LNH             | 75  | 16               | 40               | 56               | 20               | 2                | 0  | 0                    | 0                    | 0                    |                      |                      |
| 1986-1987     | Nordiques de Québec        | LNH             | 14  | 2                | 3                | 5                | 4                |                  |    |                      |                      |                      |                      |                      |
| 1986-1987     | HC Fribourg-Gottéron       | LNA             | 32  | 32               | 58               | 90               |                  |                  |    |                      |                      |                      |                      |                      |
| 1987-1988     | HC Fribourg-Gottéron       | LNA             | 36  | 34               | 52               | 86               |                  |                  |    |                      |                      |                      |                      |                      |
| 1988-1989     | HC Fribourg-Gottéron       | LNA             | 34  | 24               | 25               | 49               |                  | 2                | 0  | 2                    | 2                    |                      |                      |                      |
| 1988-1989     | Red Wings de l'Adirondack  | LAH             | 16  | 7                | 19               | 26               | 18               | 17               | 6  | 12                   | 18                   | 6                    |                      |                      |
| 1989-1990     | Mammouths de Tours         | Nationale 1A    | 35  | 43               | 62               | 105              | 32               |                  |    |                      |                      |                      |                      |                      |
| 1990-1991     | Mammouths de Tours         | Ligue nationale | 23  | 21               | 29               | 50               | 22               | 3                | 0  | 3                    | 3                    | 0                    |                      |                      |
| Totaux LNH    | Totaux LNH                 | Totaux LNH      | 221 | 46               | 102              | 148              | 68               | 34               | 9  | 10                   | 19                   | 10                   |                      |                      |
| Totaux LAH    | Totaux LAH                 | Totaux LAH      | 125 | 62               | 128              | 190              | 55               | 37               | 14 | 35                   | 49                   | 10                   |                      |                      |
| Totaux LNA    | Totaux LNA                 | Totaux LNA      | 108 | 92               | 135              | 227              |                  | 2                | 0  | 2                    | 2                    |                      |                      |                      |
| Totaux France | Totaux France              | Totaux France   | 58  | 64               | 91               | 155              | 54               |                  |    |                      |                      |                      |                      |                      |

## Parenté dans le sport
Il est le père de Maxime joueur de hockey sur glace. Son frère Bob Sauvé a également joué dans la LNH.